# Błędy prognozy ex post
Błędy prognozy ex post – statystyki używane do późniejszej oceny dokładności prognozowania; są one wynikami porównania przeszłych prognoz ze znanymi już prawdziwymi wartościami prognozowanych wielkości.

## Błąd bezwzględny
Bezwzględny błąd prognozy ex post w czasie {\displaystyle t} wynosi:
{\displaystyle q_{t}=y_{t}-y_{t}^{*},\;t>n,}
gdzie:
{\displaystyle y_{t}} – realizacja zmiennej {\displaystyle Y} w chwili {\displaystyle t} (wartość rzeczywista, zaobserwowana),
{\displaystyle y_{t}^{*}} – prognoza zmiennej {\displaystyle Y} w chwili {\displaystyle t,}
{\displaystyle n} – liczba wyrazów w szeregu czasowym.

## Błąd względny
Względny błąd ex post w chwili {\displaystyle t} wynosi:
{\displaystyle \Psi ={\frac {y_{t}-y_{t}^{*}}{y_{t}}},\;t>n.}

## Średni względny błąd prognozy
Średni względny błąd prognozy ex post w okresie empirycznej weryfikacji:
{\displaystyle \Psi ={\frac {1}{T-t}}{\sum \limits _{i=t+1}^{T}}\left|{\frac {y_{i}-y_{i}^{*}}{y_{i}}}\right|\cdot 100\%,}
gdzie okresem weryfikacji jest przedział czasowy {\displaystyle [t+1,T].}

## Średniokwadratowy błąd prognozy
Średni kwadratowy błąd prognozy ex post w okresie empirycznej weryfikacji:
{\displaystyle s^{*}=\left[{\frac {1}{T-t}}{\sum \limits _{i=t+1}^{T}}\left({y_{i}-y_{i}^{*}}\right)^{2}\right]^{0,5},\;t,T<n.}
Wskaźnik ten mierzy o ile odchylają się rzeczywiste relacje zmiennej prognozowanej od obliczonych prognoz. Systematyczne obliczenie tego wskaźnika daje cenne informacje o rzędzie dokładności sformułowanych prognoz. Szybki napływ informacji z danych empirycznych, pozwala na podstawie wartości omawianego wskaźnika, określić na ile jest jeszcze aktualny model będący podstawą prognozowania.
Wartość wskaźnika {\displaystyle s*} jest porównywana z odchyleniem standardowym reszt modelu
{\displaystyle s=\left[{\frac {1}{n-k}}{\sum \limits _{i=1}^{k}}{e_{t}}^{2}\right]^{0,5}.}
Przyjmuje się, że jeśli {\displaystyle s^{*}<s}, wtedy wektor prognoz można uznać za zadowalający.